# Robert Bringhurst
Robert Bringhurst (Los Angeles, 16 de outubro de 1946) é um escritor, poeta e um dos tipógrafos e designers de livros estadunidense mais conceituados na América do Norte.
Atualmente vive no Canadá. É conhecido por seus textos sobre tipografia, em especial pelo livro Elementos do Estilo Tipográfico.

## Obra Traduzida
- Elementos do Estilo Tipográfico. São Paulo: Ed. Cosac & Naify. 2005
- A Forma Sólida da Linguagem. São Paulo: Rosari. 2006